# Flensburger Brauerei Emil Petersen
Die Flensburger Brauerei Emil Petersen GmbH & Co. KG ist eine in Flensburg ansässige Privat- und Großbrauerei. Neben dem Flensburger Pilsener, umgangssprachlich als „Flens“ bezeichnet, braut die 1888 gegründete Brauerei heute verschiedene andere Biere, Biermisch- und alkoholfreie Getränke.
Das Unternehmen ist eine deutschland- und weltweit operierende Brauerei, die sich weitgehend in Familienbesitz befindet. Mehrheitlicher Anteilseigner ist über die HGDF Familienholding GmbH & Co. KG die Familie Dethleffsen-Petersen, Nachkommen von Emil und Heinrich Petersen, die in den 1920er Jahren durch den Erwerb von Anteilen in das Unternehmen einstiegen.

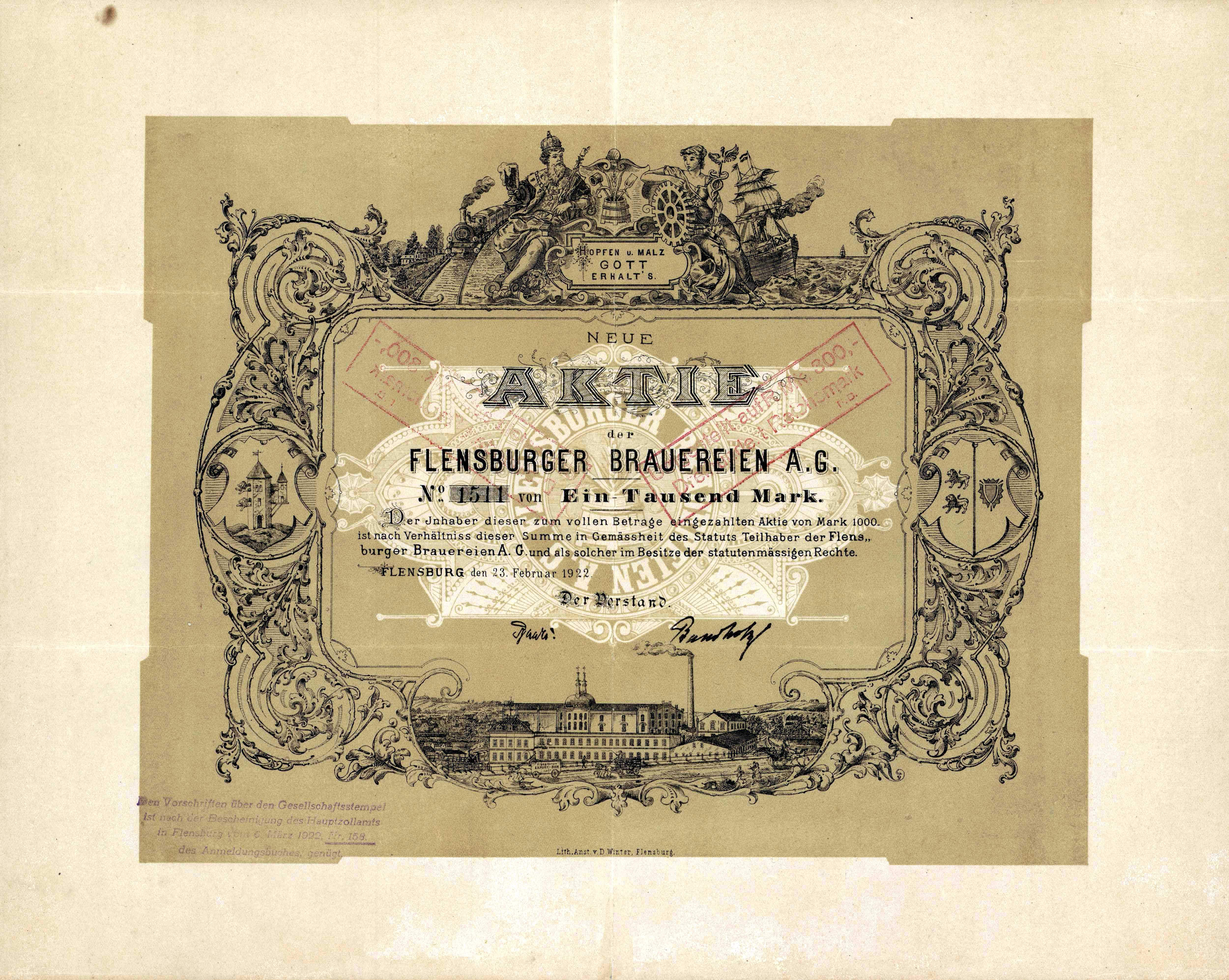
Aktie über 1000 Mark der Flensburger Brauereien AG vom 23. Februar 1922

## Geschichte

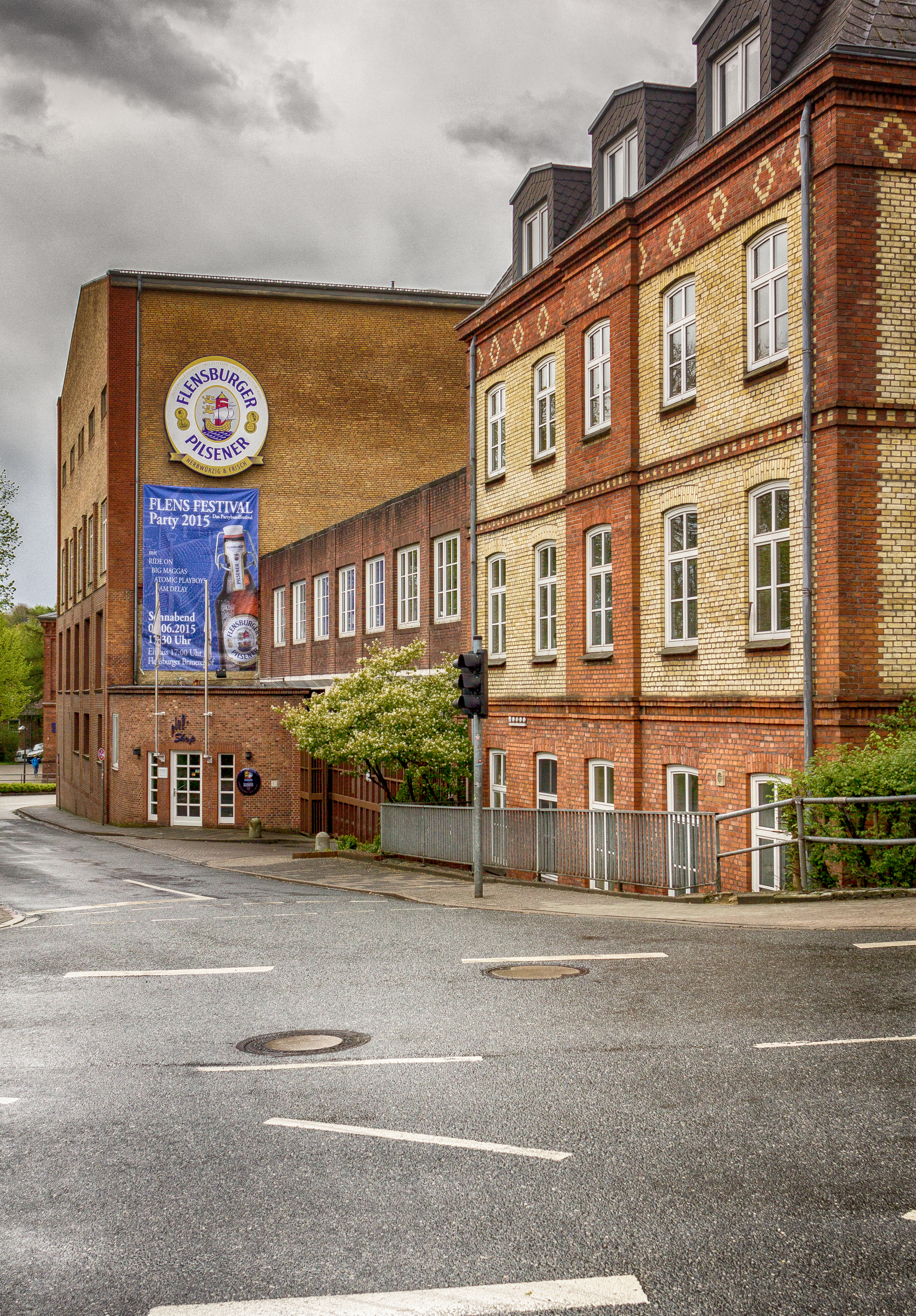
Eingangsbereich der Flensburger Brauerei mit „Plop-Shop“

### Anfangsjahre
Fünf Flensburger Kaufleute gründeten mit einem Kapital von 600.000 Mark am 6. September 1888 die Flensburger Export-Brauerei (FEB) und präsentierten ein Jahr später die ersten Biere, ein helles „Export-Bräu“ und das „Munke-Bräu“, ein dunkles, „nach bayrischer Art Gebrautes“. Mit der bereits 1873 gegründeten Flensburger Actien-Brauerei-Gesellschaft (FAB), Flensburgs erster Großbrauerei, ging die Flensburger Export-Brauerei 1919 eine Fusion ein, und das neu entstandene Unternehmen firmierte fortan als Flensburger Brauereien AG.
Auf dem Brauereigelände begann 1899 mit dem Bau eines großen Pferdestalls, verziert mit Mosaiken, die Ära der Bierkutscher, die sich erst im Zuge der Motorisierung dem Ende neigte. So schaffte die Brauerei ab 1924 die ersten Magirus-Lastkraftwagen an, die allmählich den Biertransport übernahmen. 1935 wurde der alte Pferdestall durch eine Garage ersetzt und 1953 die letzten Brauereipferde in den Ruhestand verabschiedet.

### Krisenjahre und Zweiter Weltkrieg
1920 verlor der Betrieb nach der Volksabstimmung in Schleswig knapp die Hälfte seines Absatzgebiets im nordschleswigschen Hinterland und musste die Enteignung von Grundstücken (mit insgesamt 53.000 m²) am neuen Verschiebebahnhof in Flensburg-Weiche hinnehmen. Zwar konnte 1927 eine feindliche Übernahme durch die Hamburger Bavaria-Brauerei abgewendet werden, doch gerieten die Flensburger nach dem Ausbruch der Weltwirtschaftskrise 1929 erneut in eine Krise und standen Anfang der 1930er Jahre kurz vor der Insolvenz. 1932 zog der Flensburger Kaufmann und schwedische Konsul Emil Petersen (1900–1974) erst in den Aufsichtsrat und ein Jahr später in den Vorstand der Brauerei ein. Die „bedeutendste und prägendste Persönlichkeit der Firmengeschichte“ wandelte mit unternehmerischer Weitsicht 1937 das Unternehmen in eine Kommanditgesellschaft, in die Flensburger Brauereien Emil Petersen & Co. KG um, und so überstand das hochverschuldete Unternehmen die größten Krisenjahre.
Die Wirren des Zweiten Weltkriegs überstand das Unternehmen relativ unbeschadet, abgesehen von einer Rohstoffverknappung. Folglich musste die Stammwürze des Bieres wegen Mangels an Gerste auf zwei bis drei Prozent abgesenkt werden, und die Kunden mussten sich mit sogenanntem „Molkebier“ zufriedengeben. Als einige Arbeiter der gleichgeschalteten Brauerei ab 1939 zum Kriegsdienst eingezogen wurden, ersetzte sie das Unternehmen unter anderem durch Zwangsarbeiter.

### Nachkriegszeit

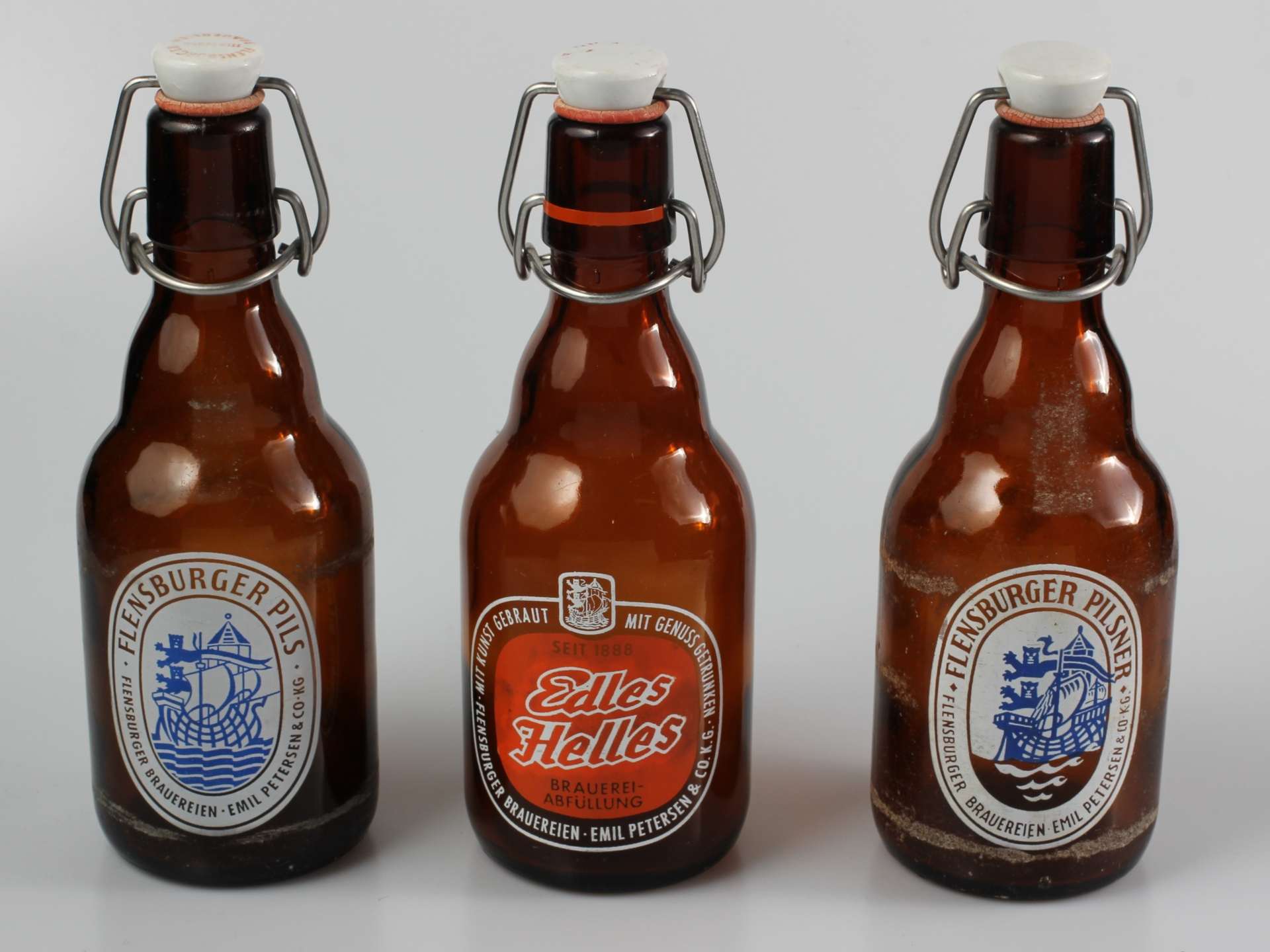
Steinieflaschen aus der Nachkriegszeit mit „Lochmundverschluss“, heute bekannt als Bügelverschluss

Mit dem Status einer „Official NAAFI Brewery“ erhielten die Brauereibetreiber von den britischen Besatzern am 5. November 1945 die Erlaubnis, den kurzzeitig zum Erliegen gekommenen Braubetrieb wiederaufzunehmen. Dazu musste sich die Bevölkerung bis 1949 mit dem leichten Molkebier begnügen, vollwertiges Lagerbier blieb den Alliierten vorbehalten.
In den 1950er Jahren wurden die Gebäude erweitert und umfassend modernisiert. Zu dieser Zeit kamen auch neue Getränkesorten auf den Markt: 1950 das Flensburger Exportbier und das Bockbier, ab 1951 das Fruchtsaftgetränk Quick, ab 1952 Doppelbock und ab 1953 Export Pils. Auch die Limonaden Afri-Cola und Bluna wurden in diesen Jahren zeitweise in Flensburg in Lizenz produziert. Ab 1959 brauten und verkauften die Flensburger zusätzlich noch die Biersorten der Husumer Brauerei, bis 1980 die Produktion des Husumer Herrenhaus-Pils eingestellt wurde, weil aus rechtlichen Gründen der Name „Husum“ für in Flensburg gebrautes Bier nicht mehr genutzt werden durfte. Die Verbreitung des Flensburger Bieres beschränkte sich dabei bis 1958, als das Kartellgesetz in Kraft trat, auf das Gebiet von der dänischen Grenze bis zum Nord-Ostsee-Kanal (einschließlich der Nordfriesischen Inseln) – abgesprochen mit den Kieler und Hamburger Brauereien, darunter die Holsten-Brauerei und die Bavaria-St. Pauli-Brauerei.
Während Einzelkunden noch bis in die 1950er Jahre ihren Krug bei der Brauerei oder in Gaststätten füllen ließen, gewann der Flaschenverkauf in den Wirtschaftswunderjahren zunehmend an Bedeutung. Die Brauerei setzte auf Steinieflaschen mit „Lochmundverschluss“ (heute als Bügelverschluss bekannt), die meist in einer 24er Holzkiste verpackt waren.

### Großbrände
Am 6. Januar 1961 vernichtete ein Großbrand die Schroterei und alle Lagerräume, nachdem sich im Treberraum ein Gasgemisch entzündete. Im Jubiläumsjahr 1988 zerstörte am 26. Januar erneut ein Großbrand 12 der 24 neuen, bis zu 40 m hohen Gärtanks und sorgte ein halbes Jahr lang für Lieferengpässe.

### Generationswechsel
Nach dem Tod von Emil Petersen 1974 übernahm nicht eine seiner fünf Töchter die Leitung des Familienunternehmens; der konservative Unternehmer hatte bereits einige Zeit zuvor seinen Schwiegersohn Hans Dethleffsen zu seinem Nachfolger bestellt, der ebenfalls einer alten Flensburger Kaufmannsfamilie angehörte: Der neue Geschäftsführer war zugleich Mitinhaber und Geschäftsführer der 1738 in Flensburg gegründeten (und mittlerweile ehemaligen) Spirituosenhandlung Hermann G. Dethleffsen, aus der später die heutige HGDF Familienholding hervorging, zu der heute neben der Flensburger Brauerei insbesondere die Mehrheit der Anteile an Doppelherz (seit 1976) sowie am Gebäudereinigungsunternehmen Beyersdorf (seit 1990) und an der Förde Reederei Seetouristik gehören. Unter Dethleffsens Leitung expandierte die Brauerei über die Grenzen des Nord-Ostsee-Kanals hinaus, die Marke wurde etabliert, die Produktgestaltung modernisiert sowie eine Werbe- und eine Vertriebsabteilung eingerichtet. Wie schon Petersen hielt auch Dethleffsen am Bügelverschluss fest, was vor allem in den 1980er Jahren nahezu unverwechselbar mit der Marke Flensburger verknüpft war. Einziger Fokus lag nun auf dem Kernprodukt Flensburger Pilsener, sämtliche Randsorten wurden spätestens ab 1983 aus dem Sortiment gestrichen. Erst zehn Jahre später wurde die Produktpalette nach und nach wieder erweitert, den Anfang machte 1993 das alkoholfreie Flensburger Frei.
Mittlerweile wird die Dethleffsen-Holding von der Folgegeneration geleitet.

### Neue Zielgruppen dank der Werner-Comics
Zeichnete sich das Marketing des „Premiumbieres“ zuvor durch traditionsbewusste und „wertkonservative Gediegenheit“ aus, so überraschte Anfang der 1980er Jahre der Erfolg der Comicfigur Werner – eines vom Schleswig-Holsteiner Zeichner Rötger Feldmann alias Brösel inszenierten „Bürgerschrecks“, der vorzugsweise mit Flens anstieß. Der anfangs skeptischen Unternehmensführung verhalf das zu einer neuen, jugendlichen Zielgruppe und machte das Flensburger Pilsener weit über das bisherige Verbreitungsgebiet hinaus nun in ganz Deutschland bekannt. Zum Höhepunkt dieser unverhofften Affäre mit einem trinkfreudigen Comic-Helden beteiligte sich die Brauerei am Werner-Rennen im Jubiläumsjahr 1988 auf dem Flugplatz Hartenholm. Außer Stunts mit einem Brauerei-Lastkraftwagen sorgten die Flensburger für den Biernachschub für die 200.000 bis 250.000 Gäste des ausufernden Festivals und verhinderten einen Ausschankstopp, indem sie direkt aus Lieferwagen verkauften.
Weil Brösel den Flaschenaufdruck Flens später durch Bölkstoff – eine zwischenzeitlich bei der Hannoveraner Gilde Brauerei produzierte Biermarke – ersetzte und 1989 den Comic-Band Werner – Besser is das! veröffentlichte, geriet der Zeichner in Konflikt mit der Flensburger Brauerei. Da seinerzeit vergleichende Werbung in derartiger Form nicht zulässig war, ließ das Unternehmen per Gerichtsbeschluss eine Schwärzung des Ausspruches vornehmen. Als die Flensburger Brauerei den Vertrieb der Marke Bölkstoff 2002 übernahm, konnte der Konflikt beigelegt werden.

### 21. Jahrhundert
Von 1998 bis 2010 übernahm Lorenz Dethleffsen, der Sohn von Hans Dethleffsen, die Geschäftsführung, ab 2000 zusammen mit Uwe Müller. Lorenz’ Bruder Andreas führt inzwischen die Dethleffsen-Holding. In dieser Zeit wurden alle Flaschenetiketten vereinheitlicht, das Sortiment um acht Produkte erweitert und Flens von 1999 bis zur zeitweiligen Einstellung aufgrund der Einführung des Pfands auf Einweggetränkebehälter 2003 auch in Bierdosen angeboten, was allerdings nicht mehr als 2 % des Sortiments ausmachte. Mittlerweile ist das Bier wieder in Dosen erhältlich. Ein prominenter Anhänger des Flensburger Pilseners in dieser Zeit war der amerikanische US-Außenminister Colin Powell, dem sein deutscher Amtskollege Joschka Fischer öfters eine Kiste zukommen ließ. Von 2007 bis Dezember 2023 übernahm Andreas Tembrockhaus die Geschäftsführung, verantwortlich für das Marketing, den Vertrieb und den Export. Seit Januar 2024 ist Jörn Schumann aktiv in der Geschäftsleitung tätig und übernahm die Nachfolge. Mit Sylke Moerke, die seit 2021 in der Geschäftsleitung für den Bereich Technik verantwortlich ist, bilden sie gemeinsam die Doppelspitze der Flensburger Brauerei. 

## Produktion
Der Absatz der Marke Flensburger betrug 2019 im Inland 641.000 Hektoliter, ca. 235 Mitarbeiter waren im Unternehmen beschäftigt.

### Eigene Marken
| Flensburger Pilsener                                                        | 1922      | Das Flensburger Pilsener, von 1983 bis 1993 das einzige Produkt des Unternehmens, macht ca. 60 % des Absatzes aus. Es ist mit 38 Bittereinheiten eines der herbsten Pilsener auf dem deutschen Biermarkt. | 4,8 % Vol.          | 11,3° Plato |
| Flensburger Frei                                                            | 1993      | helles, alkoholfreies Pilsener | <0,5 % Vol.         | 4,65° Plato |
| Flensburger Dunkel                                                          | 1998      | Ein untergäriges, dunkel-bernsteinfarbenes Vollbier mit einer ausgeprägten Röstmalznote | 4,8 % Vol.          | 11,3° Plato |
| Flensburger Weizen                                                          | 2001      | Das obergärige Weizenbier hat im Vergleich zu klassischen Weizen aus Bayern einen höheren Hopfenanteil. Als Flaschenbier wurde es 2019 im Inland eingestellt.                                             | 5,1 % Vol.          | 11,6° Plato |
| Flensburger Malz                                                            | 2003      | Das alkoholfreie und daher energiereduzierte Erfrischungsgetränk hat einen physiologischen Brennwert von 38 kJ/100 g (9 kcal/100 g).                                                                      | Erfrischungsgetränk | 1,8° Plato  |
| Flensburger Winterbock                                                      | 2004      | Saisonal erhältliches, orange-goldenes Bockbier | 7,0 % Vol.          | 16,3° Plato |
| Flensburger Gold                                                            | 2005      | Das helle Lagerbier ist nach dem Flensburger Pilsener die erfolgreichste Marke der Brauerei. | 4,8 % Vol.          | 11,3° Plato |
| Flensburger Radler                                                          | 2005      | Das Biermischgetränk in blauen Bügelverschlussflaschen enthält jeweils zur Hälfte Flensburger Pilsener und Zitronenlimonade.                                                                              | 2,4 % Vol.          | 6,3° Plato  |
| Flensburger Wasser                                                          | 2006      | Das natriumarme Mineralwasser mit Kohlensäure wird in einer durchsichtigen Flensburger Bügelverschlussflasche abgefüllt.                                                                                  | alkoholfrei         |             |
| Flensburger Kellerbier                                                      | 2007      | Ein untergäriges, unfiltriertes bzw. leicht naturtrübes kupferfarbenes Bier | 4,8 % Vol.          | 11,6° Plato |
| Flensburger Frühlingsbock                                                   | 2011      | Saisonal erhältliches, hopfenbetontes helles Bockbier | 6,9 % Vol.          | 16,3° Plato |
| Flensburger Fassbrause Zitronen-Geschmack (früher Flens Fassbrause Zitrone) | 2013      | Die Fassbrause besteht zu 60 % aus Zitronenlimonade und zu 40 % aus alkoholfreiem Flensburger Bier. Der Brennwert beträgt 49 kJ/100 g (12 kcal/100 g).                                                    | Erfrischungsgetränk | 2,5° Plato  |
| Flensburger Edles Helles                                                    | 1955 2013 | Das vollmundige edle Hellbier mit zweimonatiger Reifezeit wurde zum 125-jährigen Bestehen der Brauerei 2013 wiederaufgelegt.                                                                              | 5,4 % Vol.          | 11,8° Plato |
| Flensburger Radler Frei (früher Flensburger Radler alkoholfrei)             | 2018      | Das alkoholfreie Biermischgetränk in blauen Bügelverschlussflaschen enthält jeweils zur Hälfte alkoholfreies Bier und naturtrübe Zitronenlimonade.                                                        | <0,5 % Vol.         | 6,3° Plato  |
| Flensburger Strand-Lager                                                    | 2024      | | 6,2 % Vol.          |             |
| Flensburger Küstenmix Cola-Orange                                           | 2025      | | 0,0 % Vol.          |             |
| Flensburger Küstenlimo Orange                                               | 2025      | | 0,0 % Vol.          |             |
| Flensburger Küstencola                                                      | 2025      | | 0,0 % Vol.          |             |

Darüber hinaus wird Flensburger Bierbrand in drei Varianten angeboten (ein auf 38 % Vol. destilliertes Flensburger Bockbier in 0,5-l-Flaschen mit einem Alkoholgehalt zwischen 40 % und 42 % Vol.).

### Auszeichnungen
- Meiningers International Craft Beer Award 2014: Kategorie Helles/Lager: Flensburger Edles Helles (Gold)[23]
- World Beer Award 2014: Kategorie Europe’s Best Bock: Flensburger Frühlingsbock (Gold)[24]
- Dublin Craft Beer Award 2014:[25]
  - Kategorie Bock (hell): Flensburger Frühlingsbock (Silber)
  - Kategorie Helles/Lager: Flensburger Edles Helles (Bronze)
- Meiningers International Craft Beer Award 2015:[26]
  - Kategorie Helles/Lager: Flensburger Edles Helles (Gold)
  - Kategorie Bock (hell): Flensburger Frühlingsbock (Silber)
  - Kategorie Kellerbier (dunkel): Flensburger Kellerbier (Silber)
  - Kategorie Pils: Flensburger Pilsener (Silber)
- DLG-Bundesehrenpreis 2016
  - DLG 2016: Flensburger Gold (Gold)
  - DLG 2016: Flensburger Dunkel (Gold)
  - DLG 2016: Flensburger Pilsener (Gold)
  - DLG 2016: Flensburger Radler (Gold)
  - DLG 2016: Flensburger Frühlingsbock (Gold)
  - DLG 2016: Flensburger Winterbock (Gold)
  - DLG 2016: Flens Fassbrause Zitrone (Silber)
  - DLG 2016: Flensburger Malz (Silber)
- European Beer Star 2017
  - Kategorie Belgian-Style Blond Ale: Flensburger BrauArt Blonde (Bronze)
- Meiningers International Craft Beer Award 2017
  - Kategorie Blonde Ale (Belgian Style): Flensburger BrauArt Blonde (Silber)[27]
- Meiningers International Craft Beer Award 2019
  - Kategorie Pils (German Style): Flensburger Pilsener (Silber)
  - Kategorie Bock (hell): Frühlingsbock (Silber)

### Andere Marken
- Bölkstoff – ein helles, untergäriges Pilsener – Vertrieb durch die Flensburger Brauerei seit 2002
- Popp-Bier – aphrodisierendes Bier. Vermarktung durch die Beate Uhse AG und in Beate-Uhse-Sexshops sowie in diversen Getränkemärkten erhältlich.
- Wacken Skoal – Flensburger Pilsener 2006 in Bügelverschlussflaschen als offizielles Bier des Wacken Open Air.
- Flens Power – Ein Energie-Drink, ohne Alkohol, der hauptsächlich nach Südamerika exportiert wurde.

### Export
Mittlerweile exportiert die Flensburger Brauerei in rund 35 Länder sowohl Flaschen als auch Fässer. Die bislang wichtigsten Exportmärkte sind China, Italien und USA.

## Besonderheiten

### Logo
Das Logo der Brauerei beinhaltet die wesentlichen Elemente des Flensburger Wappens: die beiden Schleswigschen Löwen, den sechseckigen roten Turm und die Wellen. Dazu gesellt sich im Unterschied zum offiziellen Stadtwappen eine Kogge, die den Handel und die Geschichte Flensburgs als Seefahrtstadt symbolisiert. Die Löwen stehen für das ehemalige Herzogtum Schleswig, der Turm dafür, dass Flensburg eine sichere Stadt ist, und die Wellen symbolisieren die Lage Flensburgs am Wasser. Als das Logo 2009 modernisiert wurde, bewahrte es seine klassischen Elemente.

### Bügelverschlussflaschen

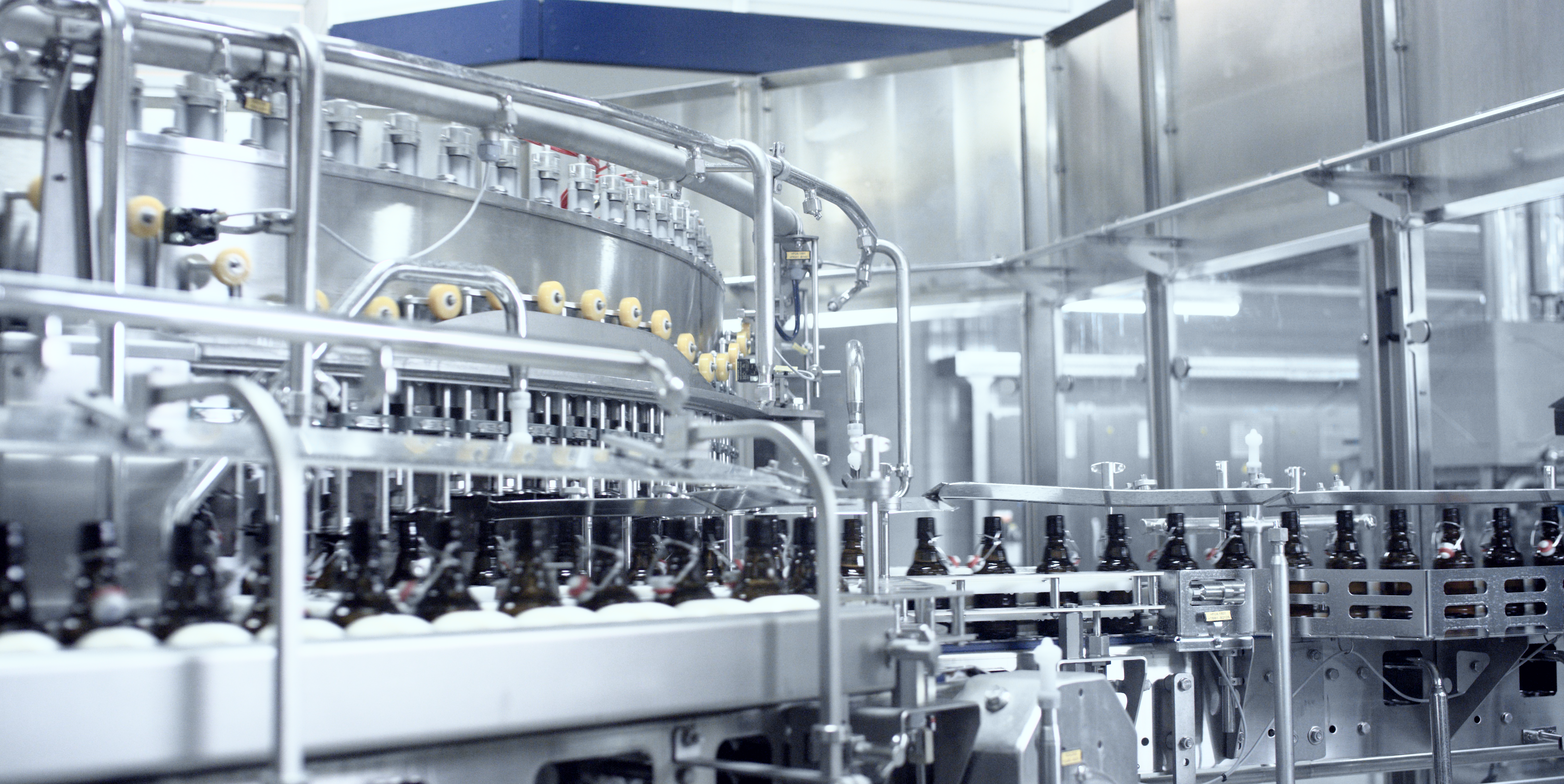
Eine der weltweit größten und modernsten Abfüllanlagen für Flaschen mit Bügelverschluss steht auf dem Brauereigelände am Munketoft.

Entgegen der Konkurrenz, die den Bügelverschluss weitestgehend ab den 1970er Jahren durch den Kronkorken als Standardverschluss ablöste, hielt das Unternehmen an der klassischen Bügelverschlussflasche fest – und das lange Zeit als einzig größere Brauerei in Deutschland. Trotz der vergleichsweise hohen Produktionskosten – derartige Flaschen sind aufwendiger in der Herstellung und Reinigung und deren Verschlüsse sind verschleißanfällig – werden die Eigenmarken bis heute in Bügelverschlussflaschen abgefüllt und wurden damit zum Markenzeichen der Flensburger Brauerei. Durchschnittlich wird jede der rund 100 Millionen im Umlauf befindlichen Flaschen 30-mal wiederverwendet (Stand 2019). Dem Hinweis auf der Flasche nach sollen die leeren Bügelverschlussflaschen nach Gebrauch nicht wieder verschlossen werden, da diese sonst vor dem Spülvorgang wieder geöffnet werden müssen.
Um Qualität und Wettbewerbsfähigkeit sicherzustellen, entwickelte die Brauerei für vier Millionen Euro einen neuen Verschluss, der im Frühjahr 2010 auf den Markt kam. Diese Investitionen wurden vom Land Schleswig-Holstein mit EU-Fördermitteln aus dem Programm „Betriebliche Innovationen“ in Höhe von knapp einer Million Euro unterstützt. Die Bügelverschlussflaschen sind seitdem mit einem neuen Dichtungsring aus einem speziellen Material ausgestattet, das nur einen geringen Gasaustausch zulässt und dessen Wert erstmals auf dem Zuverlässigkeitsniveau eines Kronkorkens liegt.
Die Flensburger Brauerei erhielt im Herbst 2018 zum dritten Mal den „Umweltpreis der Wirtschaft“ für den Erhalt der natürlichen Ressourcen.

### Prömpeln
Das Prömpeln einer traditionellen Flensburger Bügelverschlussflasche ist „eine Geschicklichkeitsübung, bei der der herabhängende Deckel mit einem Fingerschnipp auf den Flaschenhals befördert wird.“ Am 8. Juli 2016 veröffentlichte die Flensburger Filmproduktion Bewegtbild dazu einen kuriosen Videoclip, bei dem diese Übung zu einem Aufnahmeritual im Einwohnermeldeamt beziehungsweise Bürgerbüro gehörte. Der mit versteckter Kamera gefilmte „Einbürgerungstest“ war eine Stadtkampagne der Initiatoren von Flensburg liebt dich, die innerhalb weniger Tage 331.000-mal angesehen sowie auf Facebook 6653-mal geteilt und 593-mal kommentiert wurde.

### Werbung und Sponsoring

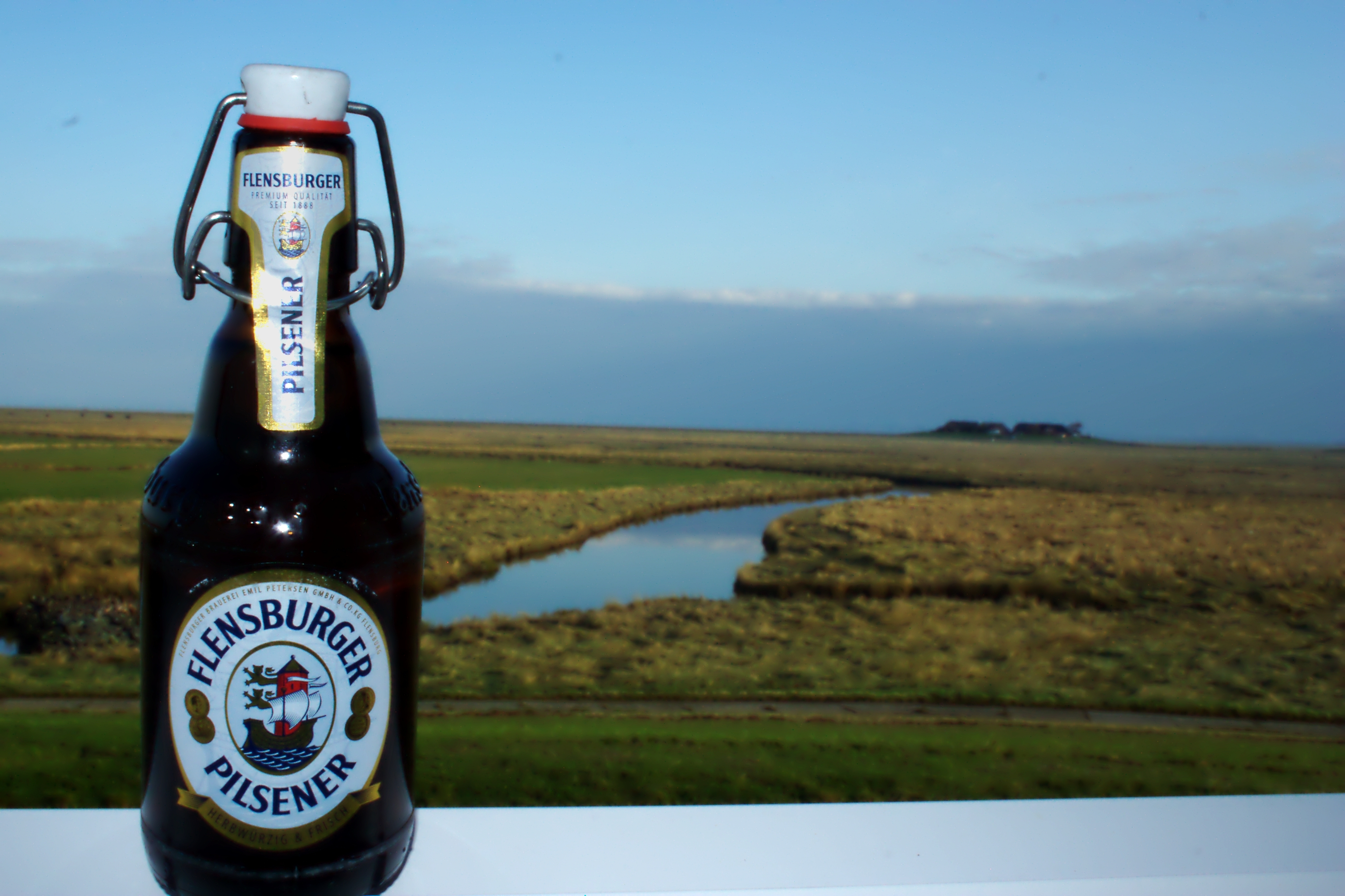
Flensburger Bügelverschlussflasche vor der Hallig Langeneß; Die Marke definiert sich als explizit norddeutsches Bier.

Das „Ploppen“ beim Öffnen der Bügelverschlussflasche – bundesweit bekannt geworden durch die Werner-Comics – stilisierte man in den 1980er Jahren zu einem Erkennungszeichen der Marke, das bis heute fester Bestandteil der Funk- und Fernsehwerbung ist. Indes wird das Geräusch beim Öffnen der Flasche in den Comics in Wirklichkeit nicht wie in der Brauereiwerbung mit „Plopp“, sondern mit „Fump“ lautmalerisch dargestellt. Die Werbung kokettiert außerdem gern mit der norddeutschen Markenherkunft, trockenem norddeutschem Humor und Wortspielereien (z. B. „Das Flenst.“ oder „Flensburger Herrenhandtasche“ für einen Sechserträger). Bei den bekanntesten, zwischen 1994 und 1996 entstandenen Werbefilmen führte Detlev Buck Regie.
Beim Sponsoring liegt der Schwerpunkt auf sozialen Projekten, Kultureinrichtungen und Sportvereinen, die in der Heimatregion angesiedelt sind. Unterstützt werden außerdem der Erhalt und Betrieb des historischen Salondampfers Alexandra sowie unter anderem der Museumshafen Flensburg, der Flensburger Sozial- und Grenzverband Arbeitsgemeinschaft Deutsches Schleswig (ADS), sowie Großveranstaltungen (Ostseeman) in Schleswig-Holstein/Hamburg Seit 2005 wird einmal jährlich das Flens Festival auf dem Brauereigelände gefeiert.
Sowohl in der Sparkassen-Arena (THW Kiel) als auch im Holstein-Stadion (Holstein Kiel) in Kiel löste die Flensburger Brauerei ab der Handball- beziehungsweise Fußball-Saison 2017/2018 die Marke Warsteiner als Biersponsor ab. Als neuer Sponsor treten die Flensburger ebenso in der Fußball-Oberliga Schleswig-Holstein 2017/18 auf, die sich fortan „Flens-Oberliga“ nennt.

### Club der Flensburger Brauereien Raritätensammler
Passionierte Sammler und Flens-Liebhaber schlossen sich 1990 im Club der Flensburger Brauereien Raritätensammler (seit 2006 ein eingetragener Verein (e. V.)) zusammen. Die rund 70 Mitglieder dokumentieren die Exponate in einem Sammlerkatalog, organisieren Ausstellungen und beschäftigen sich mit der Geschichte der Flensburger Brauereien. Zu den Exponaten zählen Flaschen und Gläser, Bierdeckel, Etiketten, Modellautos, Bierkisten, historische Aktien, Dokumente und Fotos. Darüber hinaus stellte der Verein 1997 einen Weltrekord im Bierdeckelturmbau (14,66 m Höhe) auf.